# 清田の大クス
清田の大クス（せいだのおおくす、清田の大樟）は、愛知県蒲郡市清田町下新屋91番地にあるクスノキ。国指定天然記念物。

## 特色
蒲郡市北部の山地に近い扇状地に独立して存在している。今日では蒲郡みかん畑の中に位置している。
愛知県では最大のクスノキであり、中部地方を代表するクスノキとされる。樹木医の林進（岐阜大学名誉教授）は「全国でも五指に入るクスノキ」と評している。
推定樹齢は約1000年。樹高が22メートル、根回り13.6メートル、幹回り14.3メートルある。根元からの枝張りは東に14.55メートル、西に9.1メートル、南に14.47メートル、北に13.64メートルにも及ぶ。地上1.2メートルから3.6メートルの高さに、東側と南側に大きな瘤（こぶ）がある。南と北に太い枝が出ており、西に細い枝が出ている。幹はやや西方に傾いている。

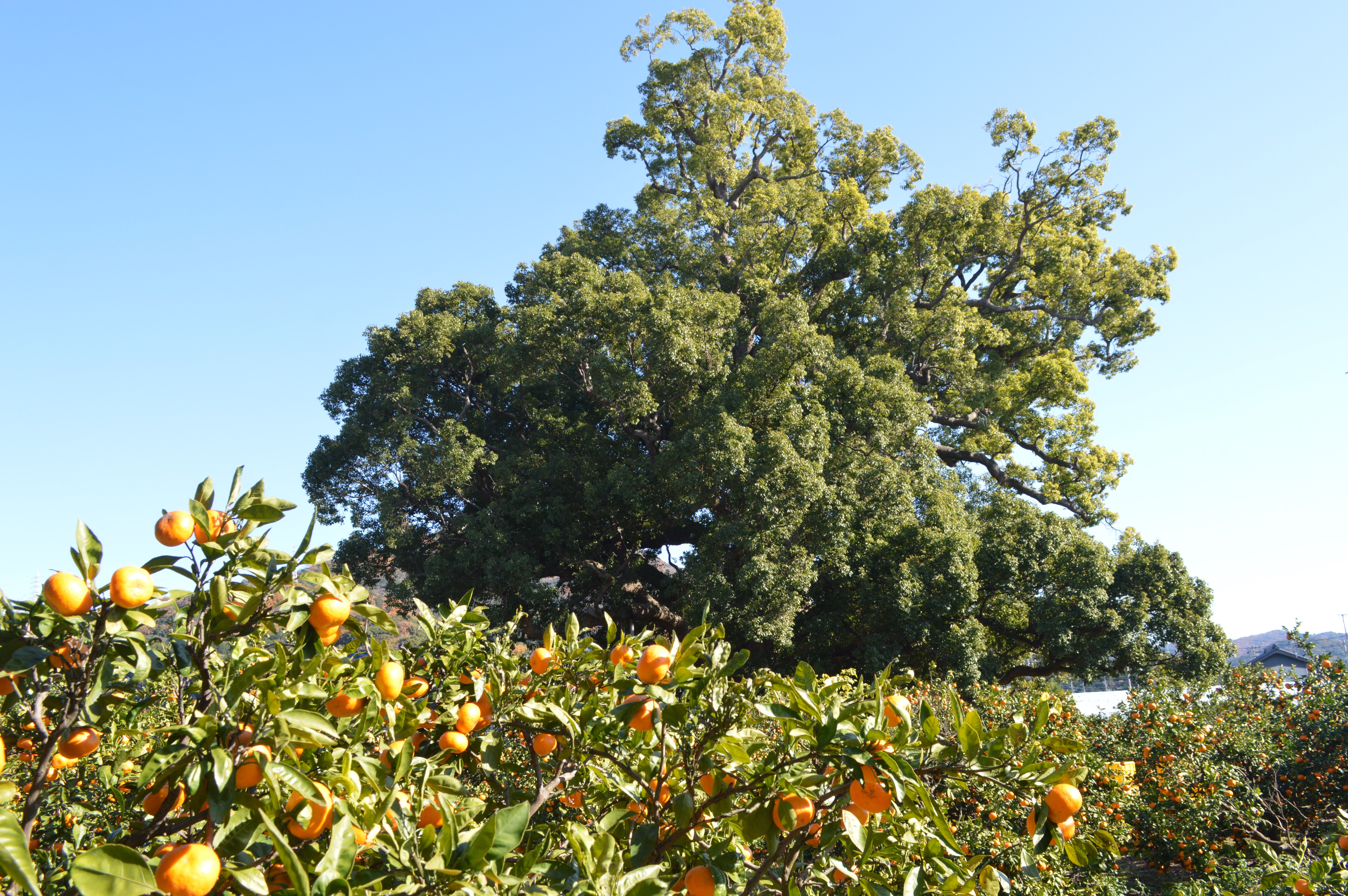
清田の大クスとみかん畑
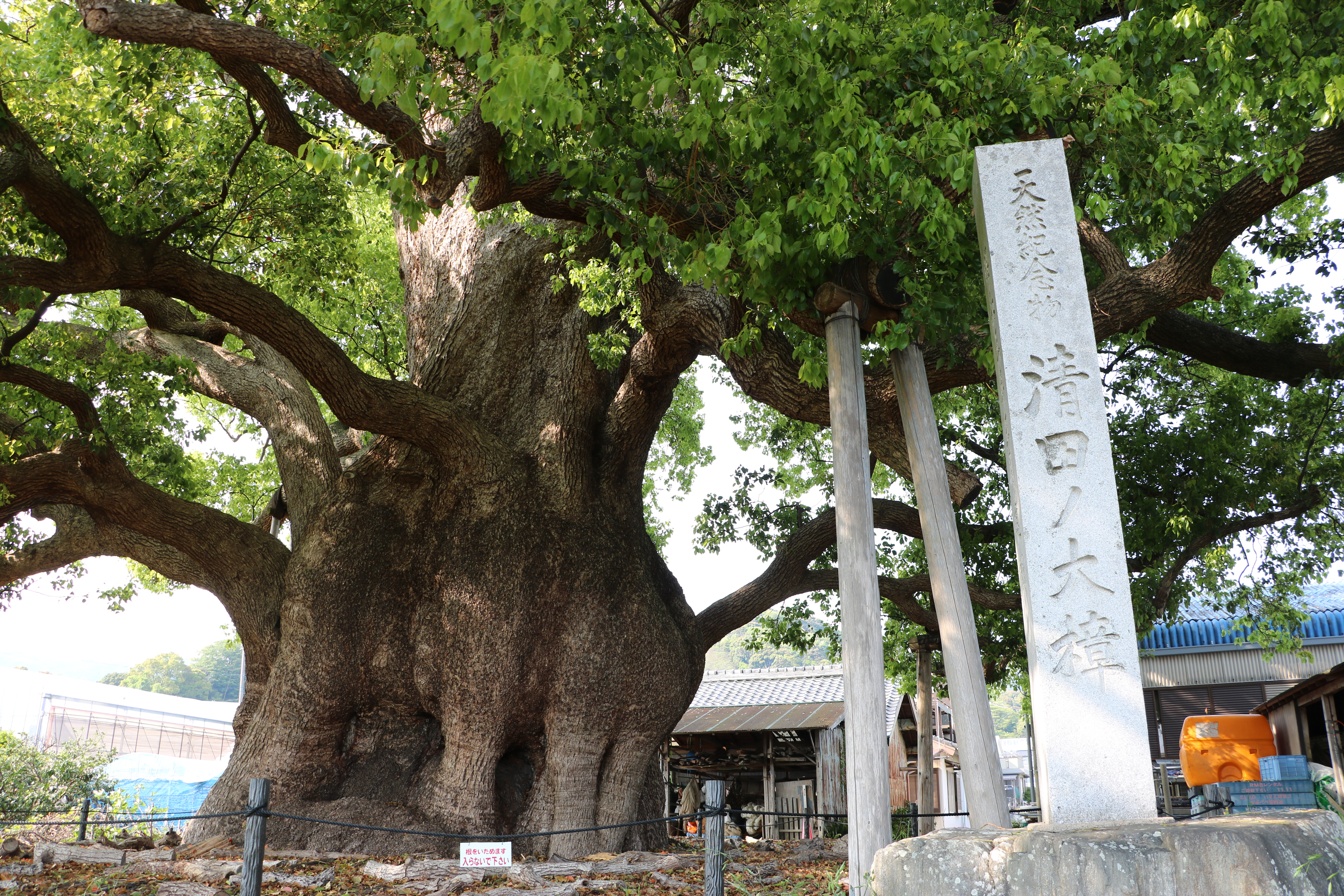
天然記念物指定石碑
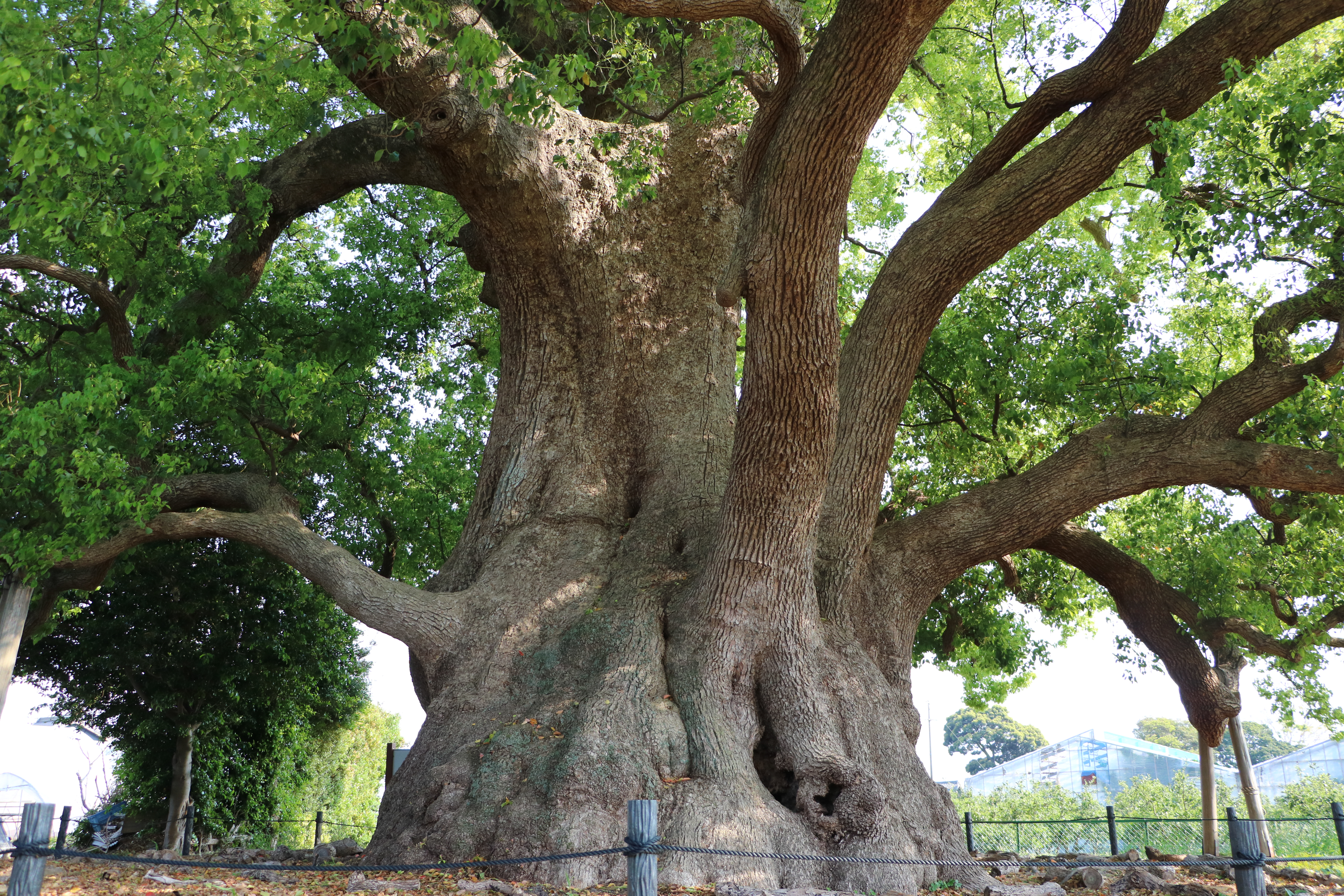
清田の大クスの幹

## 歴史

### 伝承

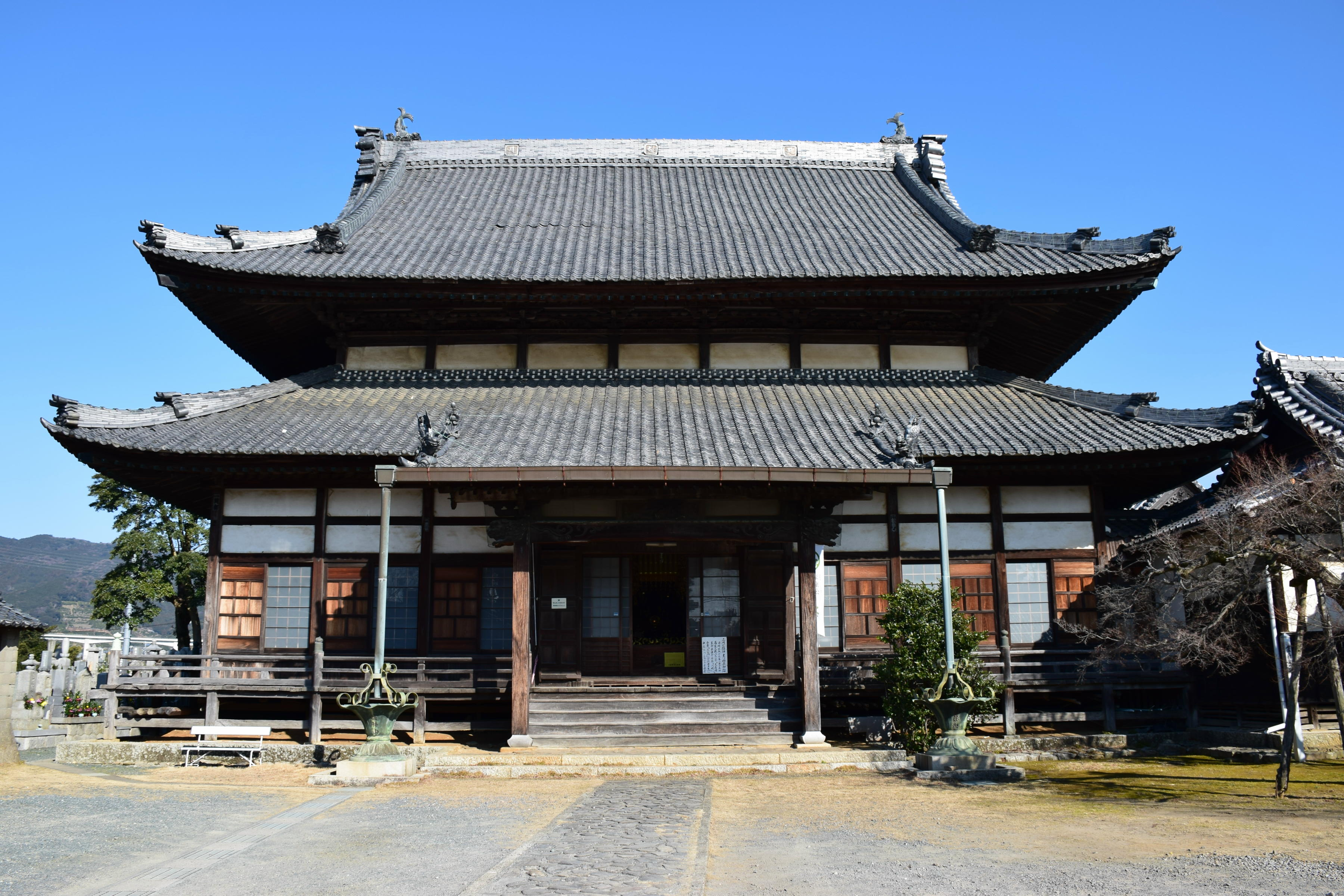
楠林山という山号の安楽寺

源義家が奥州（現在の東北地方）の反乱平定に出陣する際に植えたとする伝説がある。
清田の大クスを損壊すると清田村全体を焼き尽くすような大火が起こるとする伝承があり、祟りを恐れて御神木として崇拝された。かつて百姓が下草を刈った際、火災で家を失ったと伝わる。
明治初期までは一帯に多数のクスノキが植わっており、清田町にある浄土宗の安楽寺は楠林山（なんりんざん）という山号を有する。

### 国天然記念物指定後

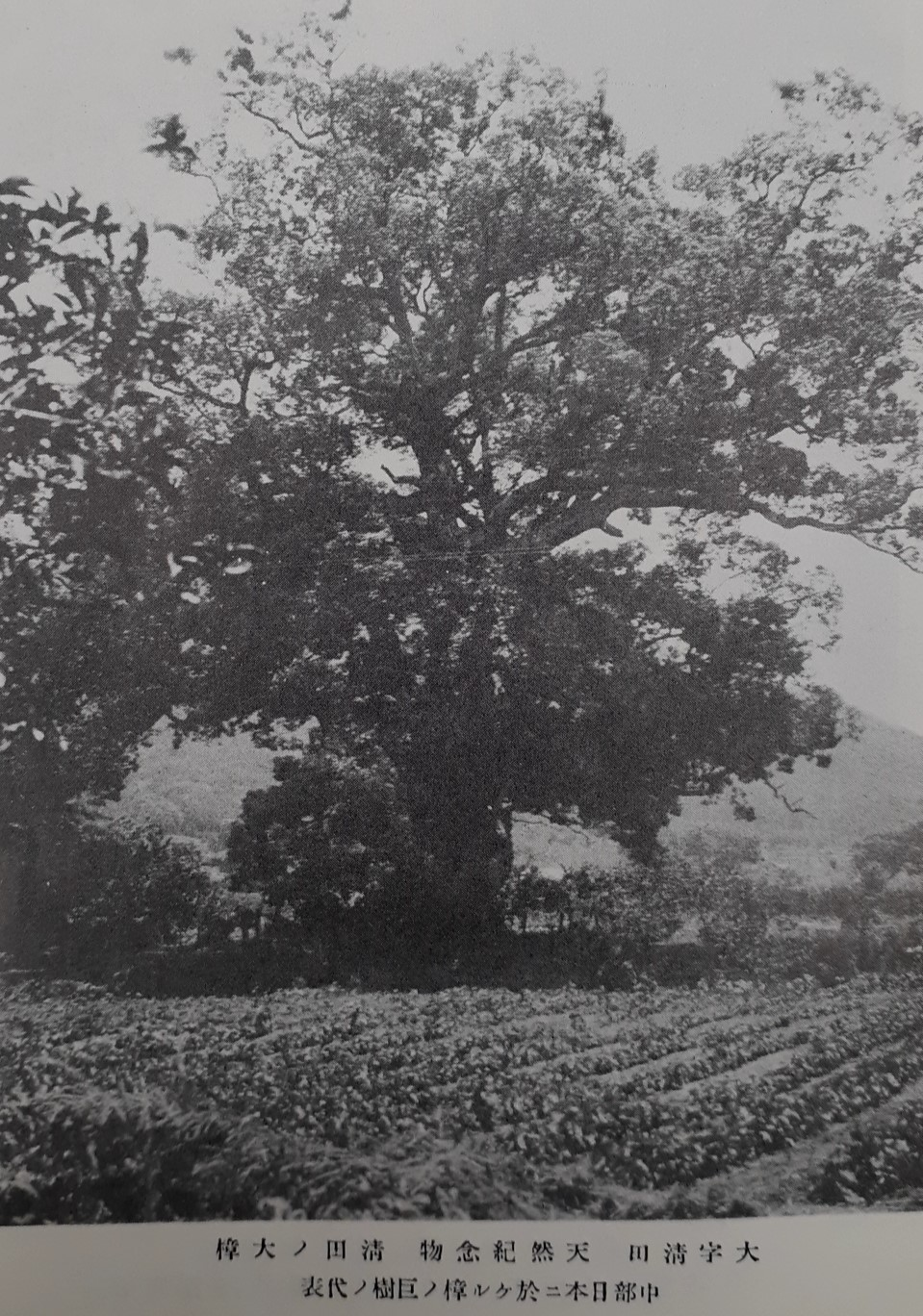
1929年の清田の大クス

1929年（昭和4年）12月17日、国の天然記念物に指定された。清田の大クスの樹下には八幡社が祀ってあったが、天然記念物指定後には八幡社が清田町の石山神社に合祀された。
1936年（昭和11年）に刊行された『東三河の天然記念物』には、「8、9年前まで此の樹は藪の中にあり、苦竹その他の灌木が叢生し」と記されている。東側、南側、西側の三方には畑地が広がっており、北側には竹藪があった。
1943年（昭和18年）6月10日、植物学者の本田正次（東京大学教授）は「常円寺の大カシワ」（1960年文化財指定解除）を調査の際に清田の大クスの梢を遠望した。

### 近年の動向
1989年（平成元年）に愛知県が実施した巨樹・巨木調査では、幹回りが11.8メートルという結果となり、愛知県に902本あった巨木の中で愛知県最大の巨木と認められた。
1998年（平成10年）に樹木医の林進（岐阜大学農学部教授）が行った樹勢などの調査では、幹回りが14.3メートルという結果となり、従来の測定値より2.5メートルも長いことが判明した。この調査によって中部地方最大のクスノキであるとされた。枝の一部が枯れるなどの問題が見られていたことから、蒲郡市博物館は林進の助言に基づき、周囲にあるコンクリート柵や石組みなどのうち根の生育の妨げとなるものを除去するなどの保護策を進めた。
2000年（平成12年）には蒲郡市教育委員会によって「蒲郡の名木50選」に選定された。2008年（平成20年）には近隣の住民などが「清田の大クス愛好会」を発足させた。林進の助言を受けながら、踏み固められた土を掘り返して柔らかくすると共に石なども取り除き、さらに表土の乾燥を防ぐためにヨシを敷き詰めるなどの根の生長を促すといった作業をボランティアで行うようになった。

## 交通アクセス
- JR東海道本線・名鉄蒲郡線蒲郡駅から徒歩約35分。